# Britannia (série de televisão)
Britannia é uma série de fantasia histórica britânica-americana escrita por Jez Butterworth. A série de nove partes é a primeira co-produção entre Sky e Amazon Prime Video, e estrela Kelly Reilly, David Morrissey, Zoë Wanamaker, Liana Cornell e Stanley Weber. Vai ao ar na Sky Atlantic no Reino Unido (todos os 9 episódios disponíveis na "Sky On Demand" no Reino Unido a partir de 18 de janeiro de 2018) e na Amazon Prime Video nos Estados Unidos (streaming começando em 26 de janeiro de 2018).

## Sinopse
Ambientada em 43 d.C., a série segue a conquista romana da Britânia — "uma misteriosa terra governada por mulheres guerreiras selvagens e poderosos druidas que podem canalizar as poderosas forças do submundo." Rivais celtas Kerra e Antedia devem trabalhar juntas para lutar contra a invasão romana liderada por Aulo Pláucio.

## Elenco e personagens

### Romanos
- David Morrissey como Aulus Plautius
- Fortunato Cerlino como Vespasiano
- Hugo Speer como Lucius
- Daniel Caltagirone como Brutus
- Aaron Pierre como Antonius
- Zaqi Ismail como Philo
- Gershwyn Eustache Jnr como Vitus
- René Zagger como Decimus (Convidado)
- Gerard Monaco como Roman Deserter 2 (Convidado)

### Cantii
- Kelly Reilly como Kerra
- Ian McDiarmid como King Pellenor
- Julian Rhind-Tutt como Phelan
- Annabel Scholey como Amena
- Barry Ward como Sawyer
- Callie Cooke como Islene
- Eleanor Worthington Cox como Cait

### Regni
- Zoë Wanamaker como Queen Antedia
- Joe Armstrong como Gildas
- Liana Cornell como Ania

### Druidas
- Mackenzie Crook como Veran
- Jodie McNee como Willa
- David Bradley como Quane (Convidado)[6]
- Abigail Rice como Elder 1
- Peter Hosking como Elder 2 (Recorrente)

### Outros
- Nikolaj Lie Kaas como Divis / The Outcast
- Stanley Weber como Lindon of the Gauls
- Gary Oliver como Jhehutamisu (Convidado)
- Tolga Safer como Aziz (Convidado)
- Laura Donnelly como Hella

## Visão geral da série
| Temporada | Temporada | Episódios | Episódios | Originalmente exibido | Originalmente exibido |
| Temporada | Temporada | Episódios | Episódios | Estreia da temporada  | Final da temporada    |
| --------- | --------- | --------- | --------- | --------------------- | --------------------- |
|           | 1         | 9         | 9         | 18 de janeiro de 2018 | 15 de março de 2018   |

## Episódios

### Temporada 1 (2018)
| N.º na série | N.º na temp. | Título      | Dirigido por      | Escrito por                       | Exibição original |
| --- | ------------ | ----------- | ----------------- | --------------------------------- | ----------------- |
| 1 | 1            | "Episode 1" | Metin Hüseyin     | Jez Butterworth e Tom Butterworth | 18 janeiro 2018   |
| Em 43 d.C., uma nação é atingida pela chegada de um Império. |              |             |                   |                                   |                   |
| 2 | 2            | "Episode 2" | Sue Tully         | Tom Butterworth                   | 25 janeiro 2018   |
| Tendo marcado a chegada de Roma com sangue, Aulus envia emissários para negociar com as tribos da Britânia, enquanto também procurando ensinar mais sobre os Druidas. |              |             |                   |                                   |                   |
| 3 | 3            | "Episode 3" | Sue Tully         | Jez Butterworth e Richard McBrien | 1 fevereiro 2018  |
| Aulus é renascido, mas seu destino permanece incerto. Cait é capaz de localizar seu pai, mas ela não pode libertar ele do acampamento romano sozinha.                 |              |             |                   |                                   |                   |
| 4 | 4            | "Episode 4" | Luke Watson       | Tom Butterworth                   | 8 fevereiro 2018  |
| King Pellanor desonra Kerra e deixa sua vida nas mãos dos Druidas. Mas o julgamento dos deuses não é aquele que ele esperava.                                         |              |             |                   |                                   |                   |
| 5 | 5            | "Episode 5" | Luke Watson       | Jez Butterworth                   | 15 fevereiro 2018 |
| Os deuses têm falado, mas Kerra deve decidir se ela irá aceitar seu veredito. Antedia sela uma aliança com Roma - sob uma condição.                                   |              |             |                   |                                   |                   |
| 6 | 6            | "Episode 6" | Sheree Folkson    | Tom Butterworth                   | 22 fevereiro 2018 |
| Após sua longa provação, Cait e seu pai finalmente chegam na segurança da citadela Cantii, mas um demônio está em seu rastro.                                         |              |             |                   |                                   |                   |
| 7 | 7            | "Episode 7" | Sheree Folkson    | Jez Butterworth                   | 1 março 2018      |
| Cait e seu pai procuram abrigo nas ruínas de sua velha casa, onde ela é visitada por alguém que ela nunca esperava ver novamente.                                     |              |             |                   |                                   |                   |
| 8 | 8            | "Episode 8" | Christoph Schrewe | Jez Butterworth                   | 8 março 2018      |
| A batalha de vontades entre Kerra e Antedia intensifica, como os Regni jogam sua carta trunfo. Aulus recruta exilados mortais para encontrar Cait.                    |              |             |                   |                                   |                   |
| 9 | 9            | "Episode 9" | Christoph Schrewe | Tom Butterworth                   | 15 março 2018     |
| O fim parece para estar perto para os Cantii, como Aulus revela como o Império Romano verdadeiramente conduz os negócios.                                             |              |             |                   |                                   |                   |

## Produção

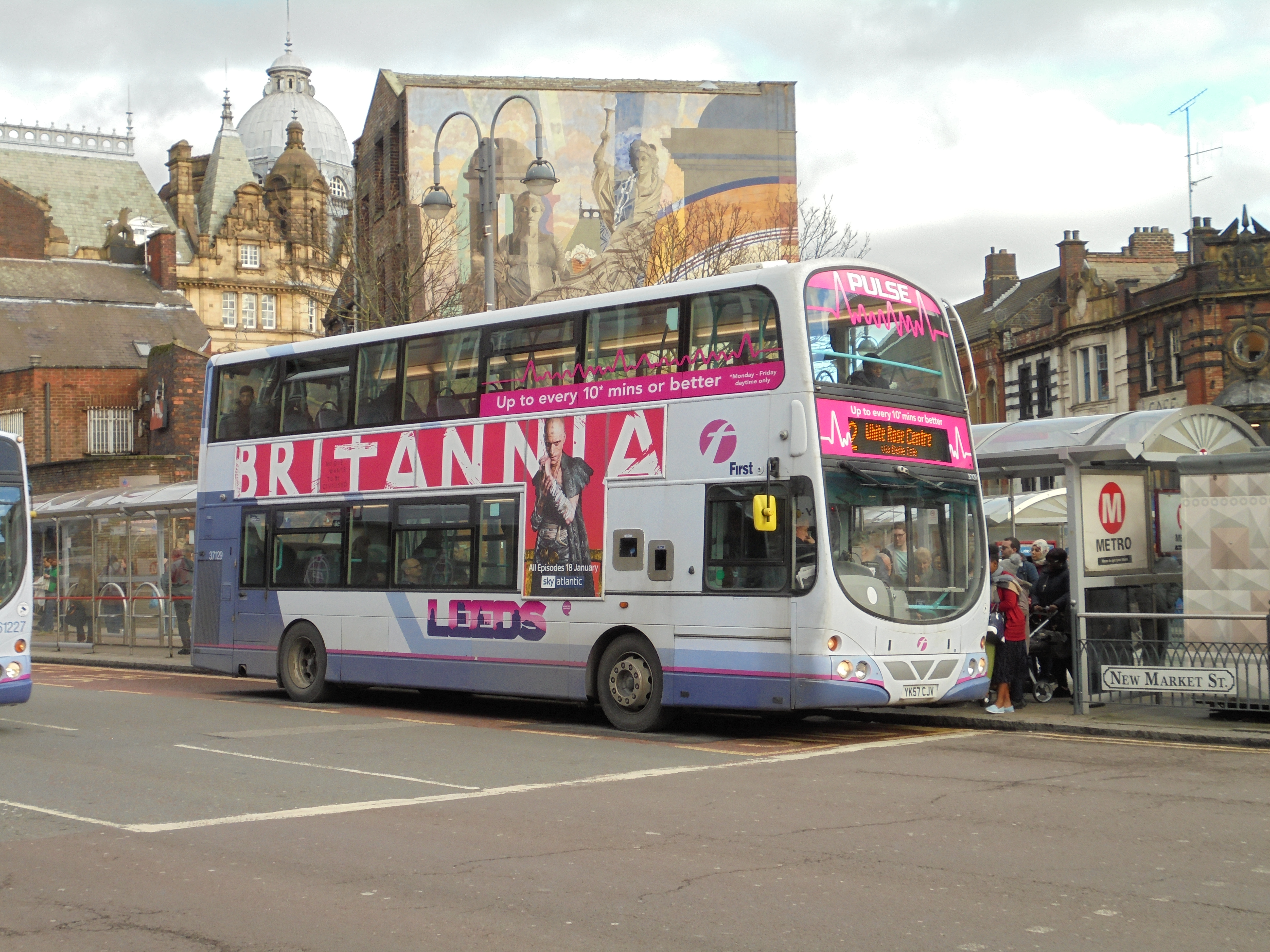
Publicidade da série em um ônibus First Leeds

A série foi produzida por Rick McCallum e gravada em locação na República Checa e País de Gales. A maioria do diálogo na série é falado em inglês, qual é usado majoritariamente para representar o latim vulgar falado pelos romanos e britônico falado pelos celtas. Latim e galês são também usados para representar o latim vulgar e britônico, respectivamente. Francês também é falado para representar a língua Gaulesa. pois a Gália fica onde hoje é a França.
Em março de 2018, foi anunciado que Sky Atlantic tinha renovado o show para uma segunda temporada.

## Recepção
| Temporada | Temporada | Resposta crítica | Resposta crítica |
| Temporada | Temporada | Rotten Tomatoes  | Metacritic       |
| --------- | --------- | ---------------- | ---------------- |
|           | 1         | 71% (21 reviews) | 64 (5 reviews)   |

### Resposta crítica
A primeira temporada recebeu reviews positivos. O website agregador de revisões Rotten Tomatoes reportou um rating de aprovação de 71%, com um rating médio de 6.57/10 baseado em 21 reviews, com o consenso dos críticos do site dizendo "Brilliantly bonkers, Britannia's duplicitous characters and campy fantasy won't be for everyone, but those looking for less-serious swords and sorcery may enjoy its spellbinding madness". No Metacritic, qual usa uma média pesada, tem marcado 64 fora de 100, baseado em cinco reviews, indicando "geralmente reviews favoráveis".